# Juan Petralifas
Juan Petralifas (en griego: Ἰωάννης Πετραλίφας) fue un noble bizantino y gobernador de Tesalia y Macedonia a finales del siglo XII y principios del siglo XIII con el rango de sebastocrátor.

## Biografía
Juan era miembro de la familia Petralifas, que era de origen italo-normando. Según la hagiografía de su hija, Teodora de Arta, estaba casado con una mujer llamada Helena, de una casa noble no especificada de Constantinopla, y después de haber sido elevado al rango muy alto de sebastocrátor, fue enviado por el emperador bizantino Isaac II Ángelo para gobernar Tesalia y Macedonia. Sin embargo, en 1195, fue uno de los principales nobles que conspiraron y derrocaron a Isaac II e instalaron Alejo III Ángelo en su lugar.
Después de 1204, cuando Constantinopla cayó ante la cuarta cruzada, apoyó al gobernante de Epiro Teodoro Comneno Ducas, con quien su hermana María estaba casada. Probablemente murió en algún momento entre 1224 y 1230. Algunos autores (como Donald Nicol y Demetrios Polemis) lo han equiparado con otro Juan Petralifas, que era un gran cartulario empleado por el Imperio de Nicea alrededor de 1237, pero esta identificación es más probablemente falso.

## Descendencia
De su matrimonio, Juan tuvo varios hijos. La hagiografía registra varios hijos, pero solo un hijo y dos hijas se conocen por su nombre:
- Teodoro Petralifas, se casó con una hija de Demetrio Tornicio, uno de los principales ministros de Juan III Ducas Vatatzés de Nicea. Teodoro desertó a Nicea en 1252 o 1253, solo para regresar a Epiro poco tiempo después.[6]
- Teodora, se casó de niña con Miguel II Comneno Ducas, y más tarde fue canonizada como santa Teodora de Arta.[1][7]
- María, se casó con un miembro de la familia Frantzés y luego enviudó.[3][8] El paracemomeno Gabriel Frantzés pudo haber sido su hijo.[8] También es posible que sea la Petralifas no identificada, según la cual Jorge Acropolita se casó con Alejo Eslavo, un primo de Boril de Bulgaria y vasallo del emperador latino Enrique de Flandes.[9]